# Quercus deleiensis
Quercus deleiensis är en bokväxtart som beskrevs av Aimée Antoinette Camus. Quercus deleiensis ingår i släktet ekar, och familjen bokväxter.
Artens utbredningsområde är Assam (Indien). Inga underarter finns listade.